# Misumena greenae
Misumena greenae är en spindelart som beskrevs av Benoy Krishna Tikader 1965. Misumena greenae ingår i släktet Misumena och familjen krabbspindlar. Inga underarter finns listade i Catalogue of Life.